# Lumumbisme

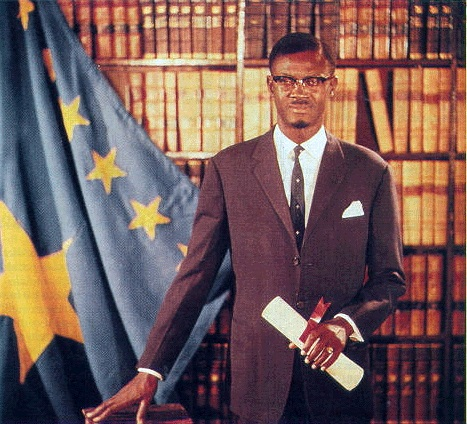
Officiële portret van Lumumba als premier van de Republiek Congo, 1960.

Lumumbisme verwijst naar de politieke ideologie en de ideeën die geassocieerd worden met Patrice Lumumba, een prominente Congolese politicus en leider van de Congolese Nationale Beweging (MNC).

## Politieke Erfgoed en Herinnering
Vanwege zijn relatief korte loopbaan in de regering, snelle verwijdering van de macht en controversiële moord, is er geen consensus bereikt over het politieke erfgoed van Lumumba. Zijn ondergang was schadelijk voor Afrikaanse nationalistische bewegingen, en hij wordt over het algemeen vooral herinnerd om zijn moord. Talrijke Amerikaanse historici hebben zijn dood aangehaald als een belangrijke bijdrage aan de radicalisering van de Afro-Amerikaanse burgerrechtenbeweging in de jaren 1960, en veel Afrikaans-Amerikaanse activistische organisaties en publicaties gebruikten publieke commentaar op zijn moord om hun ideologie te uiten. In het collectieve geheugen wordt Lumumba vaak zijn politieke denkbeelden ontnomen en gereduceerd tot een symbool.

## Ideologie en Principes
In Congo wordt Lumumba voornamelijk gepresenteerd als een symbool van nationale eenheid, terwijl hij in het buitenland meestal wordt beschouwd als een pan-Afrikanist en anti-koloniale revolutionair. Het ideologische erfgoed van Lumumba staat bekend als Lumumbisme. In plaats van een complexe doctrine wordt het meestal gepresenteerd als een set van fundamentele principes bestaande uit Congolees nationalisme, panafrikanisme, niet-gebondenheid en sociaal progressivisme. Mobutisme bouwde voort op deze principes. Congolese universiteitsstudenten, die tot aan de onafhankelijkheid weinig respect hadden voor Lumumba, omarmden Lumumbisme na zijn dood. Volgens politicoloog Georges Nzongola-Ntalaja is Lumumba's "grootste erfenis voor Congo het ideaal van nationale eenheid". Nzongola-Ntalaja stelde verder dat als gevolg van Lumumba's hoge lof voor de onafhankelijkheidsbeweging en zijn werk om de Katangese afscheiding te beëindigen, "het volk van Congo waarschijnlijk standvastig zal blijven in hun verdediging van nationale eenheid en territoriale integriteit, wat er ook gebeurt." Politicoloog Ali Mazrui schreef: "Het lijkt erop dat de 'herinnering' aan Lumumba meer kan bijdragen aan de 'eenheid' van de Congolezen dan alles wat Lumumba zelf deed toen hij nog leefde."

## Nasleep en Ontwikkeling
Na de onderdrukking van de opstanden van 1964 en 1965 werd de meeste Lumumbistische ideologie beperkt tot geïsoleerde groepen intellectuelen die onderdrukking ondervonden onder het regime van Mobutu. Tegen 1966 was er weinig populaire toewijding aan hem buiten de politieke elite. Centra van Lumumba's populariteit in zijn leven ondergingen een geleidelijke afname in loyaliteit aan zijn persoon en ideeën. Volgens de Afrikanist Bogumil Jewsiewicki was tegen 1999 "het enige trouwe overgebleven Lumumbistische kern gevestigd in Sankuru en Maniema, en de loyaliteit ervan is twijfelachtig (meer etnisch, regionaal en sentimenteel dan ideologisch en politiek)." Lumumba's imago was jarenlang impopulair in Zuid-Kasaï na zijn dood, omdat veel Baluba zich bewust waren van de militaire campagne die hij in augustus 1960 beval, wat resulteerde in gewelddadige wreedheden tegen hun volk.

## Politieke Invloed en Erfenis
Ten minste een dozijn Congolese politieke partijen heeft beweerd Lumumba's politieke en spirituele erfgoed te dragen. Desondanks hebben weinig entiteiten zijn ideeën geprobeerd of zijn ze erin geslaagd deze op te nemen in een begrijpelijk politiek programma. De meeste van deze partijen genieten weinig electorale steun, hoewel het Parti Lumumbiste Unifié van Gizenga vertegenwoordigd was in de Congolese coalitieregering gevormd onder president Joseph Kabila in 2006. Afgezien van studentengroepen spelen Lumumbistische idealen slechts een kleine rol in de huidige Congolese politiek. Congolese presidenten Mobutu, Laurent-Désiré Kabila, en Joseph Kabila claimden allemaal Lumumba's erfenis te erven en eerden hem in het begin van hun ambtstermijnen.
Ondanks zijn relatief korte carrière in de politiek en zijn tragische dood – of misschien juist vanwege die factoren – betrad Lumumba de geschiedenis via de voordeur: hij werd zowel een vlag als een symbool. Hij leefde als een vrij man en onafhankelijk denker. Alles wat hij schreef, zei en deed was het product van iemand die zijn roeping als bevrijder kende, en hij vertegenwoordigt voor Congo wat Castro voor Cuba doet, Nasser voor Egypte, Nkrumah voor Ghana, Mao voor China, en Lenin voor Rusland. ―Thomas Kanza, vriend en collega van Lumumba, 1972